# Palma de Oro
La Palma de Oro (Palme d'Or, en francés) es el máximo galardón otorgado por el Festival de Cine de Cannes, y es ampliamente considerado como uno de los premios más prestigiosos de la industria del cine.
Entre 1946 y 1954 no había sido creada aún por lo que el Jurado concedía el Grand Prix del Festival Internacional del Cine. Se crea en 1954 por iniciativa de Robert Favre Le Bret y se entrega por primera vez en 1955. Es uno de los premios más destacados concedidos en el circuito cinematográfico. Se ha entregado en sesenta y ocho ocasiones a noventa y seis filmes, pues en los primeros años se entregó a varias cintas a la vez, como en los festivales de 1946 y 1947, y en otras once ediciones se ha concedido a dos cintas en la misma edición. Lo han recibido autores de veintisiete nacionalidades, siendo los Estados Unidos con catorce autores premiados el país con más vencedores, seguido por Italia con doce, Reino Unido con nueve, Francia con ocho y Japón y Dinamarca con cuatro palmas cada uno.

## Historia del premio

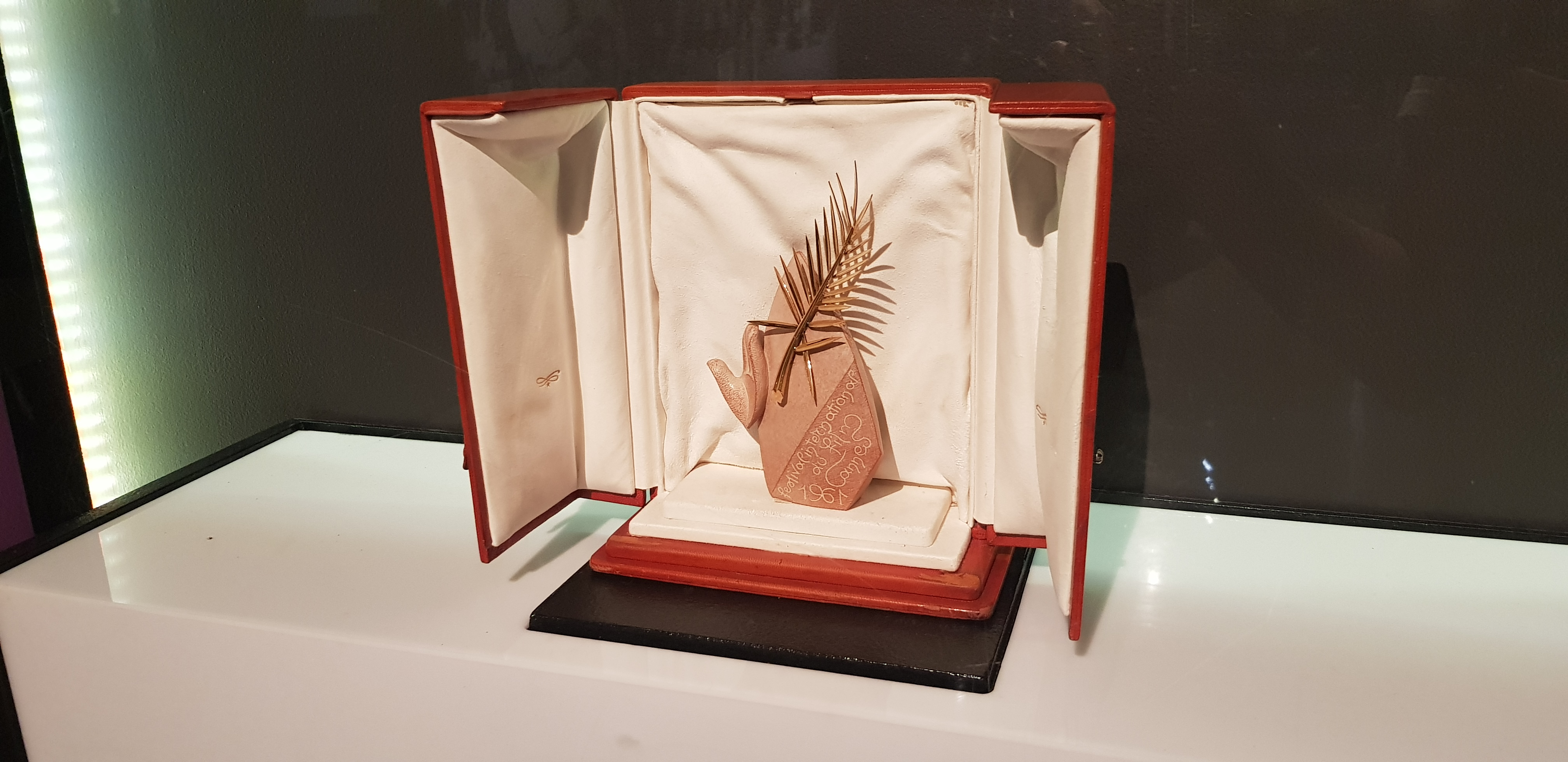
Palme d'Or de Viridiana (1961).

El primer Festival de Cannes debió suspenderse en el año 1939 debido a la declaración de guerra que Francia e Inglaterra hicieron a Alemania. Sesenta y tres años después, en la edición del año 2002, el Jurado otorgó los premios a aquella edición del año 39 (las películas ya habían sido seleccionadas, pero la guerra impidió que se realizara la votación). El sitio oficial del Festival toma como la primera edición del mismo la que se efectuó en el año 1946, por eso al cabo de 2015 se computan 68 ediciones.
Se ha entregado en sesenta y ocho ocasiones a noventa y seis filmes, pues en los primeros años se entregó a varias cintas a la vez, como en los festivales de 1946 y 1947, y en otras once ediciones se ha concedido ex aequo a dos cintas en la misma edición. Lo han recibido autores de veintisiete nacionalidades, siendo los Estados Unidos con catorce autores premiados el país con más vencedores, seguido por Italia con doce, Reino Unido con nueve, Francia con ocho y Japón y Dinamarca con cuatro palmas cada uno. 
Los autores que más palmas han recibido, todos con dos, son: el sueco Alf Sjöberg, el estadounidense Francis Ford Coppola, el japonés Shohei Imamura, el serbio Emir Kusturica, el danés Bille August, los belgas Luc y Jean-Pierre Dardenne, el alemán Michael Haneke, el británico Ken Loach y el sueco Ruben Östlund.

### Prestigio crítico y comercial
Considerada una de las distinciones cinematográficas más importantes, su atribución incluye importantes cuestiones artísticas, financieras y de medios: una garantía de calidad para el público francés e internacional, le permite a su ganador obtener una reputación mundial, encontrar fácilmente un distribuidor y multiplicar por diez o incluso cien el número de espectadores en los cines.

### Diseño

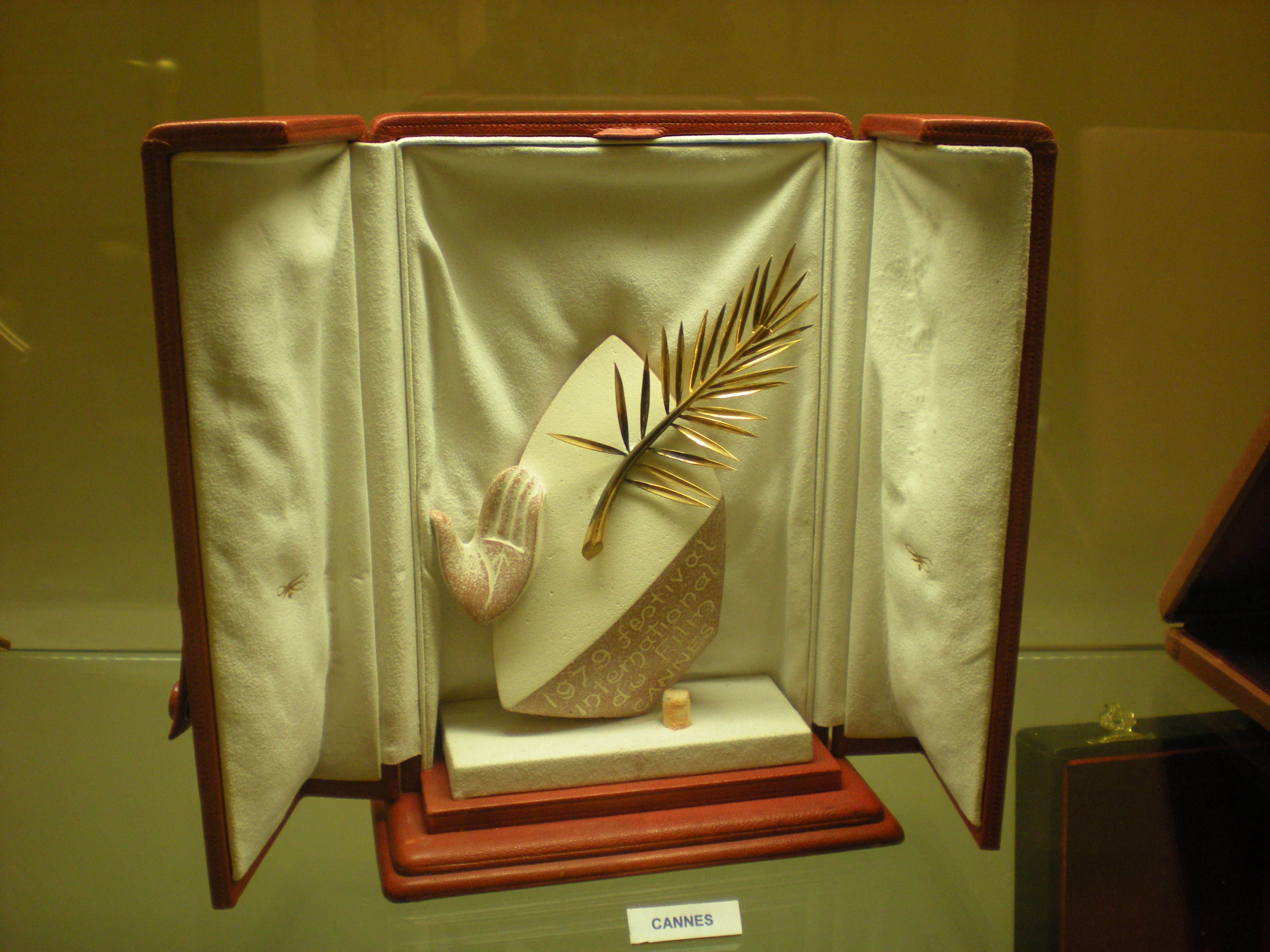
Palme d'Or de la película Apocalypse Now en el año 1979

En 1997, Caroline Scheufele, copresidenta y directora artística de la joyería Chopard, conoció a Pierre Viot, en aquel momento director del Festival de Cannes. Cuando estaba examinando el trofeo que se encontraba en el despacho de Viot, este le propuso diseñar una nueva versión de la Palma de Oro. Al año siguiente, durante la ceremonia de clausura del Festival, la nueva Palma de Oro se presentó ante el mundo con el aspecto con el que hoy en día se la reconoce. 
La Palma de Oro, cuyo motivo es una referencia directa a las palmas de la famosa Croisette y a las armas de la ciudad de Cannes, se compone de 118 gramos de 18 quilates de oro amarillo con certificación ética Fairmined,[cita requerida] que tiene en la base una forma de corazón. Para su confección se emplea un molde de cera al que se inyecta oro que después se pule hasta lograr el acabado deseado, resaltando sus finas hojas, que se postran sobre un cojín de cristal de roca en forma de diamante talla esmeralda con cristales de roca que nunca son idénticos.
Desde entonces, Chopard y el Festival de Cannes forman un resplandeciente dúo. Además de la Palma de Oro y de sus dos versiones en miniatura, que homenajean desde el año 2000 a los premios de interpretación femenina y masculina, los talleres de la Casa producen, por primera vez, cinco «mini-Palmas» destinadas a los receptores del « Gran Premio », el « Premio a la Puesta en Escena », el « Premio al Guion », el « Premio del Jurado » y la « Palma de Oro al Cortometraje » que concede el jurado del Festival de Cannes. Hasta entonces, estos cinco premios se concedían mediante la entrega de un diploma.

## Premios
| Año       | Película                                                                                        | Director                                               | País                                                   | Ref.   |
| --------- | ----------------------------------------------------------------------------------------------- | ------------------------------------------------------ | ------------------------------------------------------ | ------ |
| 1939      | Unión Pacífico (Union Pacific)                                                                  | Cecil B. DeMille                                       | Estados Unidos                                         | [ 4 ]  |
| 1940-1945 | Cancelado por la Segunda guerra mundial                                                         | Cancelado por la Segunda guerra mundial                | Cancelado por la Segunda guerra mundial                |        |
| 1946      | Tortura (Hets)                                                                                  | Alf Sjöberg                                            | Suecia                                                 |        |
| 1946      | Días sin huella (The Lost Weekend)                                                              | Billy Wilder                                           | Estados Unidos                                         | [ 5 ]  |
| 1946      | La tierra será roja (De røde enge)                                                              | Bodil Ipsen & Lau Lauritzen Jr.                        | Dinamarca                                              |        |
| 1946      | Los bajos de la ciudad (Neecha Nagar)                                                           | Chetan Anand                                           | India                                                  |        |
| 1946      | Breve encuentro (Brief Encounter)                                                               | David Lean                                             | Reino Unido                                            | [ 6 ]  |
| 1946      | María Candelaria                                                                                | Emilio Fernández                                       | México                                                 |        |
| 1946      | El punto decisivo (Великий перелом, Veliky perelom)                                             | Fridrikh Markovitch Ermler                             | Unión Soviética                                        |        |
| 1946      | Sinfonía pastoral (La symphonie pastorale)                                                      | Jean Delannoy                                          | Francia                                                |        |
| 1946      | La última oportunidad (Die Letzte Chance)                                                       | Leopold Lindtberg                                      | Suiza                                                  |        |
| 1946      | Los hombres sin alas (Muži bez křídel)                                                          | František Čáp                                          | Checoslovaquia                                         |        |
| 1946      | Roma, ciudad abierta (Roma, città aperta)                                                       | Roberto Rossellini                                     | Italia                                                 | [ 6 ]  |
| 1947      | Ziegfeld Follies                                                                                | Vincente Minnelli                                      | Estados Unidos                                         |        |
| 1947      | Se escapó la suerte (Antoine et Antoinette)                                                     | Jacques Becker                                         | Francia                                                |        |
| 1947      | Dumbo                                                                                           | Ben Sharpsteen                                         | Estados Unidos                                         |        |
| 1947      | Encrucijada de odios (Crossfire)                                                                | Edward Dmytryk                                         | Estados Unidos                                         |        |
| 1947      | Los malditos (Les Maudits)                                                                      | René Clément                                           | Francia                                                |        |
| 1948      | No se realizó el festival (por cuestiones financieras)                                          | No se realizó el festival (por cuestiones financieras) | No se realizó el festival (por cuestiones financieras) |        |
| 1949      | El tercer hombre (The Third Man)                                                                | Carol Reed                                             | Reino Unido                                            |        |
| 1950      | No se realizó el festival (por cuestiones financieras)                                          | No se realizó el festival (por cuestiones financieras) | No se realizó el festival (por cuestiones financieras) |        |
| 1951      | La señorita Julie (Fröken Julie)                                                                | Alf Sjöberg                                            | Suecia                                                 |        |
| 1951      | Milagro en Milán (Alberto Carlos)                                                               | Vittorio De Sica                                       | Italia                                                 |        |
| 1952      | Otelo (Othello)                                                                                 | Orson Welles                                           | Estados Unidos                                         |        |
| 1952      | Dos centavos de esperanza (Due soldi di speranza)                                               | Renato Castellani                                      | Italia                                                 |        |
| 1953      | El salario del miedo (Le Salaire de la peur)                                                    | Henri-Georges Clouzot                                  | Francia                                                |        |
| 1954      | La puerta del infierno (Jigokumon)                                                              | Teinosuke Kinugasa                                     | Japón                                                  |        |
| 1955      | Marty                                                                                           | Delbert Mann                                           | Estados Unidos                                         |        |
| 1956      | El mundo del silencio (Le monde du silence)                                                     | Jacques-Yves Cousteau & Louis Malle                    | Francia                                                |        |
| 1957      | La gran prueba (Friendly Persuasion)                                                            | William Wyler                                          | Estados Unidos                                         |        |
| 1958      | Cuando pasan las cigüeñas (Летят журавли, Letyat zhuravlí)                                      | Mijaíl Kalatózov                                       | Unión Soviética                                        |        |
| 1959      | Orfeo negro (Orfeu Negro)                                                                       | Marcel Camus                                           | Francia                                                |        |
| 1960      | La dolce vita                                                                                   | Federico Fellini                                       | Italia                                                 | [ 7 ]  |
| 1961      | Una larga ausencia (Une aussi longue absence)                                                   | Henri Colpi                                            | Francia                                                |        |
| 1961      | Viridiana                                                                                       | Luis Buñuel                                            | España · México                                        |        |
| 1962      | El pagador de promesas (O Pagador de Promessas)                                                 | Anselmo Duarte                                         | Brasil                                                 |        |
| 1963      | El gatopardo (Il gattopardo)                                                                    | Luchino Visconti                                       | Italia                                                 |        |
| 1964      | Los paraguas de Cherburgo (Les Parapluies de Cherbourg)                                         | Jacques Demy                                           | Francia                                                |        |
| 1965      | El knack... y cómo lograrlo                                                                     | Richard Lester                                         | Reino Unido                                            |        |
| 1966      | Un hombre y una mujer (Un homme et une femme)                                                   | Claude Lelouch                                         | Francia                                                |        |
| 1966      | Señoras y señores (Signore e signori)                                                           | Pietro Germi                                           | Italia                                                 |        |
| 1967      | Blow-Up (Deseo de una mañana de verano) (Blow-Up)                                               | Michelangelo Antonioni                                 | Italia                                                 |        |
| 1968      | Cancelado por los eventos de Mayo del 68                                                        | Cancelado por los eventos de Mayo del 68               | Cancelado por los eventos de Mayo del 68               | [ 8 ]  |
| 1969      | If....                                                                                          | Lindsay Anderson                                       | Reino Unido                                            |        |
| 1970      | M*A*S*H                                                                                         | Robert Altman                                          | Estados Unidos                                         |        |
| 1971      | El mensajero (The Go-Between)                                                                   | Joseph Losey                                           | Reino Unido                                            |        |
| 1972      | Los trabajadores van al cielo (La classe operaia va in paradiso)                                | Elio Petri                                             | Italia                                                 |        |
| 1972      | El caso Mattei (Il Caso Mattei)                                                                 | Francesco Rosi                                         | Italia                                                 |        |
| 1973      | El equívoco (The Hireling)                                                                      | Alan Bridges                                           | Reino Unido                                            |        |
| 1973      | Espantapájaros (Scarecrow)                                                                      | Jerry Schatzberg                                       | Estados Unidos                                         |        |
| 1974      | La conversación (The Conversation)                                                              | Francis Ford Coppola                                   | Estados Unidos                                         |        |
| 1975      | Crónica de los Años de Fuego (Chronique des années de braise)                                   | Mohammed Lakhdar-Hamina                                | Argelia                                                |        |
| 1976      | Taxi Driver                                                                                     | Martin Scorsese                                        | Estados Unidos                                         |        |
| 1977      | Padre padrone                                                                                   | Paolo Taviani y Vittorio Taviani                       | Italia                                                 |        |
| 1978      | El árbol de los zuecos (L'albero degli zoccoli)                                                 | Ermanno Olmi                                           | Italia                                                 |        |
| 1979      | Apocalypse Now (Apocalypse Now / Apocalipsis Ahora)                                             | Francis Ford Coppola                                   | Estados Unidos                                         |        |
| 1979      | El tambor de hojalata                                                                           | Volker Schlöndorff                                     | República Democrática Alemana                          |        |
| 1980      | All That Jazz (All That Jazz / Empieza el espectáculo)                                          | Bob Fosse                                              | Estados Unidos                                         |        |
| 1980      | Kagemusha                                                                                       | Akira Kurosawa                                         | Japón                                                  |        |
| 1981      | El hombre de hierro (Czlowiek z zelaza)                                                         | Andrzej Wajda                                          | Polonia                                                |        |
| 1982      | Desaparecido (Missing)                                                                          | Costa-Gavras                                           | Estados Unidos                                         |        |
| 1982      | El camino (Yol)                                                                                 | Yılmaz Güney                                           | Turquía                                                |        |
| 1983      | La balada de Narayama (Narayama bushiko)                                                        | Shohei Imamura                                         | Japón                                                  |        |
| 1984      | Paris, Texas                                                                                    | Wim Wenders                                            | Alemania Occidental                                    |        |
| 1985      | Papá está en viaje de negocios (Otac na službenom putu)                                         | Emir Kusturica                                         | Yugoslavia                                             |        |
| 1986      | La misión (The Mission)                                                                         | Roland Joffé                                           | Reino Unido                                            |        |
| 1987      | Bajo el sol de Satán (Sous le soleil de Satan)                                                  | Maurice Pialat                                         | Francia                                                |        |
| 1988      | Pelle el conquistador (Pelle erobreren)                                                         | Bille August                                           | Dinamarca                                              |        |
| 1989      | Sex, Lies, and Videotape (Sexo, mentiras y cintas de vídeo / Sexo, mentiras y video)            | Steven Soderbergh                                      | Estados Unidos                                         |        |
| 1990      | Corazón salvaje (Wild at Heart)                                                                 | David Lynch                                            | Estados Unidos                                         |        |
| 1991      | Barton Fink                                                                                     | Joel Coen & Ethan Coen                                 | Estados Unidos                                         |        |
| 1992      | Las mejores intenciones (Den goda viljan)                                                       | Bille August                                           | Dinamarca                                              |        |
| 1993      | Adiós a mi concubina (霸王别姬, Ba wang bie ji)                                                 | Chen Kaige                                             | China                                                  |        |
| 1993      | The Piano (El piano / La lección de piano)                                                      | Jane Campion                                           | Nueva Zelanda                                          |        |
| 1994      | Pulp Fiction (Pulp Fiction / Tiempos violentos)                                                 | Quentin Tarantino                                      | Estados Unidos                                         | [ 9 ]  |
| 1995      | Underground                                                                                     | Emir Kusturica                                         | Yugoslavia                                             |        |
| 1996      | Secretos y mentiras (Secrets & Lies)                                                            | Mike Leigh                                             | Reino Unido                                            |        |
| 1997      | El sabor de las cerezas (Ta'm e guilass)                                                        | Abbas Kiarostami                                       | Irán                                                   |        |
| 1997      | La anguila (Unagi)                                                                              | Shohei Imamura                                         | Japón                                                  |        |
| 1998      | La eternidad y un día (Mia aioniotita kai mia mera)                                             | Theo Angelopoulos                                      | Grecia                                                 |        |
| 1999      | Rosetta                                                                                         | Hermanos Dardenne                                      | Bélgica                                                |        |
| 2000      | Bailando en la oscuridad (Dancer in the Dark)                                                   | Lars von Trier                                         | Dinamarca                                              |        |
| 2001      | La habitación del hijo (La stanza del figlio)                                                   | Nanni Moretti                                          | Italia                                                 |        |
| 2002      | El pianista (The Pianist)                                                                       | Roman Polanski                                         | Polonia                                                | [ 10 ] |
| 2003      | Elefante (Elephant)                                                                             | Gus Van Sant                                           | Estados Unidos                                         | [ 11 ] |
| 2004      | Fahrenheit 9/11                                                                                 | Michael Moore                                          | Estados Unidos                                         | [ 12 ] |
| 2005      | El niño (L'enfant)                                                                              | Hermanos Dardenne                                      | Bélgica                                                | [ 13 ] |
| 2006      | The Wind that Shakes the Barley (El viento que acaricia el prado/El viento que agita la cebada) | Ken Loach                                              | Reino Unido                                            | [ 14 ] |
| 2007      | Cuatro meses, tres semanas y dos días (4 luni, 3 saptamini si 2 zile)                           | Cristian Mungiu                                        | Rumania                                                | [ 15 ] |
| 2008      | La clase (Entre les murs)                                                                       | Laurent Cantet                                         | Francia                                                | [ 16 ] |
| 2009      | La cinta blanca (Das weiße Band)                                                                | Michael Haneke                                         | Alemania                                               | [ 17 ] |
| 2010      | El Tío Boonmee que recuerda sus vidas pasadas (Lung Bunmi Raluek Chat)                          | Apichatpong Weerasethakul                              | Tailandia                                              | [ 18 ] |
| 2011      | El árbol de la vida (The Tree of Life)                                                          | Terrence Malick                                        | Estados Unidos                                         | [ 19 ] |
| 2012      | Amour                                                                                           | Michael Haneke                                         | Austria                                                | [ 20 ] |
| 2013      | La vida de Adèle (La vie d'Adèle)                                                               | Abdellatif Kechiche                                    | Francia · Bélgica · España                             | [ 21 ] |
| 2014      | Winter Sleep                                                                                    | Nuri Bilge Ceylan                                      | Turquía                                                | [ 22 ] |
| 2015      | Dheepan                                                                                         | Jacques Audiard                                        | Francia                                                | [ 23 ] |
| 2016      | Yo, Daniel Blake                                                                                | Ken Loach                                              | Reino Unido                                            | [ 24 ] |
| 2017      | The Square                                                                                      | Ruben Östlund                                          | Suecia                                                 | [ 25 ] |
| 2018      | Un asunto de familia (Manbiki kazoku)                                                           | Hirokazu Koreeda                                       | Japón                                                  | [ 26 ] |
| 2019      | Parásitos (기생충, Gisaengchung)                                                                | Bong Joon-ho                                           | Corea del Sur                                          | [ 27 ] |
| 2020      | Cancelado por pandemia de coronavirus                                                           | Cancelado por pandemia de coronavirus                  | Cancelado por pandemia de coronavirus                  | [ 28 ] |
| 2021      | Titane                                                                                          | Julia Ducournau                                        | Francia · Bélgica                                      | [ 29 ] |
| 2022      | Triangle of Sadness                                                                             | Ruben Östlund                                          | Suecia                                                 | [ 30 ] |
| 2023      | Anatomía de una caída (Anatomie d'une chute)                                                    | Justine Triet                                          | Francia                                                | [ 31 ] |
| 2024      | Anora                                                                                           | Sean Baker                                             | Estados Unidos                                         | [ 32 ] |
| 2025      | It Was Just an Accident (یک تصادف ساده)                                                         | Jafar Panahi                                           | Irán                                                   | [ 33 ] |

## Múltiple reconocimientos
- 1946 & 1951 Alf Sjöberg (Suecia)
- 1974 & 1979 Francis Ford Coppola (EE. UU.)
- 1988 & 1992 Bille August (Dinamarca)
- 1985 & 1995 Emir Kusturica (Serbia)
- 1983 & 1997 Shohei Imamura (Japón)
- 1999 & 2005 Luc y Jean-Pierre Dardenne (Bélgica)
- 2009 & 2012 Michael Haneke (Austria)
- 2006 & 2016 Ken Loach (Gran Bretaña)
- 2017 & 2022 Ruben Östlund (Suecia)

## Múltiples nominaciones
- 14 nominaciones : Ken Loach

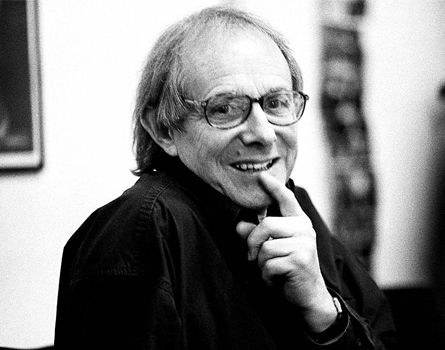
El británico Ken Loach es el director con más películas nominadas para obtener la Palma de Oro, obtuvo el galardón dos veces.

- 9 nominaciones : Carlos Saura - Lars von Trier
- 8 nominaciones : Joel Coen - Hermanos Dardenne - Jean-Luc Godard - Nanni Moretti
- 7 nominaciones : Robert Altman - Olivier Assayas - Marco Bellocchio - Luis Buñuel - Pietro Germi - Michael Haneke - Hou Hsiao-Hsien - Miklós Jancsó - Jim Jarmusch
- 6 nominaciones : Pedro Almodóvar - Nuri Bilge Ceylan - Vittorio De Sica - Arnaud Desplechin - James Ivory - Alain Resnais - Paolo Sorrentino - Andrzej Wajda
- 5 nominaciones : Theodoros Angelopoulos - Michelangelo Antonioni -Jacques Audiard - Clint Eastwood - Shohei Imamura - Chen Kaige - Abbas Kiarostami - Hirokazu Kore-eda - Emir Kusturica - Mike Leigh - Alf Sjöberg
- 4 nominaciones : Lindsay Anderson - Ingmar Bergman - Luis García Berlanga - Matteo Garrone - James Gray - Aki Kaurismäki - Joseph Losey - David Lynch - Delbert Mann - Nagisa Oshima - Satyajit Ray - Dino Risi - Francesco Rosi - Volker Schlöndorff - Martin Scorsese - Steven Soderbergh - Gus Van Sant - Quentin Tarantino - Wong Kar-wai
- 3 nominaciones : Jane Campion - Henri-Georges Clouzot - Ethan Coen - Francis Ford Coppola - Costa-Gavras - Xavier Dolan - Amos Gitai - Ruy Guerra - Alfred Hitchcock - Kon Ichikawa - Teinosuke Kinugasa - Masaki Kobayashi - David Lean - Lee Chang-dong - Pavel Lungin - Terrence Malick - Nikita Mikhalkov - Cristian Mungiu - Ermanno Olmi - Park Chan-wook - Elio Petri - Roman Polanski - Martin Ritt - Elia Suleiman - Paolo Taviani - Vittorio Taviani - Paul Verhoeven - William Wyler

## Palma de Oro honoraria
En 1997, con motivo del 50 aniversario del Festival, el jurado de Cannes otorgó una "Palme des Palmes" por primera vez.
| Año  | Imagen | Artista        | Profesión          | Nacionalidad |
| ---- | ------ | -------------- | ------------------ | ------------ |
| 1997 |        | Ingmar Bergman | Director/Guionista | Suecia       |

En 2002, el festival comenzó a otorgar esporádicamente una Palma de Oro no competitiva a directores o actores que habían logrado un trabajo notable pero que nunca habían ganado una Palma de Oro competitiva. 
| Año  | Imagen | Artista             | Profesión                | Nacionalidad   |
| ---- | ------ | ------------------- | ------------------------ | -------------- |
| 2002 |        | Woody Allen         | Director/Actor/Guionista | Estados Unidos |
| 2003 |        | Jeanne Moreau       | Actriz                   | Francia        |
| 2005 |        | Catherine Deneuve   | Actriz                   | Francia        |
| 2007 |        | Jane Fonda          | Actriz                   | Estados Unidos |
| 2008 |        | Manoel de Oliveira  | Director                 | Portugal       |
| 2009 |        | Clint Eastwood      | Director/Actor           | Estados Unidos |
| 2011 |        | Jean-Paul Belmondo  | Actor                    | Francia        |
| 2011 |        | Bernardo Bertolucci | Director                 | Italia         |
| 2015 |        | Agnès Varda         | Directora                | Francia        |
| 2016 |        | Jean-Pierre Léaud   | Director/Actor/Guionista | Francia        |
| 2017 |        | Jeffrey Katzenberg  | Animador/Productor       | Estados Unidos |
| 2019 |        | Alain Delon         | Actor                    | Francia        |
| 2021 |        | Jodie Foster        | Actriz                   | Estados Unidos |
| 2021 |        | Marco Bellocchio    | Director/Guionista       | Italia         |
| 2022 |        | Forest Whitaker     | Actor                    | Estados Unidos |
| 2022 |        | Tom Cruise          | Actor                    | Estados Unidos |
| 2023 |        | Michael Douglas     | Actor                    | Estados Unidos |
| 2023 |        | Harrison Ford       | Actor                    | Estados Unidos |
| 2024 |        | George Lucas        | Director/Guionista       | Estados Unidos |
| 2024 |        | Meryl Streep        | Actriz                   | Estados Unidos |
| 2025 |        | Robert De Niro      | Actor                    | Estados Unidos |

En la selección oficial de 2018, por primera vez el jurado decide otorgar un "Palma de oro especial", en este caso fue para el director Jean-Luc Godard.
| Año  | Título               | Título original  | Director(s)     | Nacionalidad   |
| ---- | -------------------- | ---------------- | --------------- | -------------- |
| 2018 | El libro de imágenes | Le Livre d'image | Jean-Luc Godard | Francia, Suiza |

## Reconocimientos del galardón por país

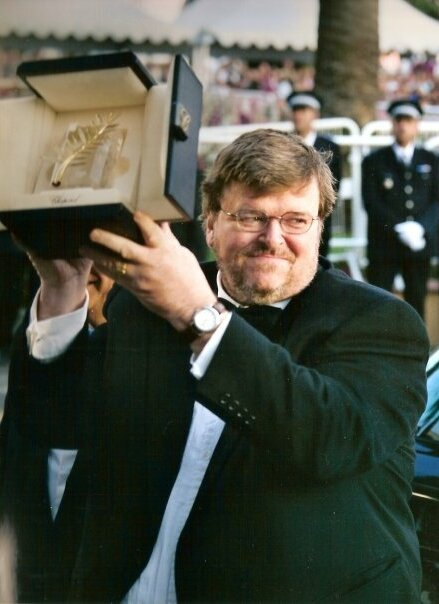
El director Michael Moore recibe la Palma de Oro por el documental Fahrenheit 9/11

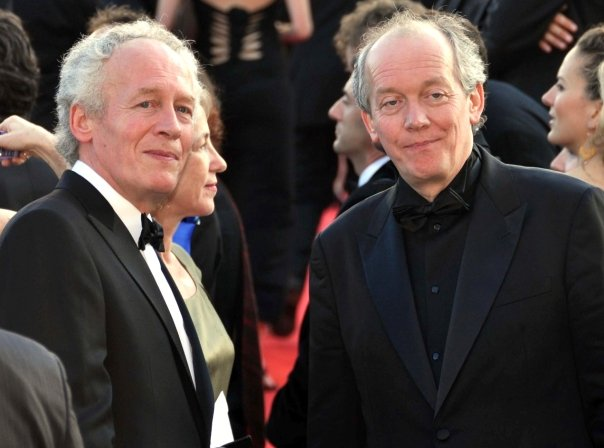
Los directores Jean-Pierre y Luc Dardenne recibieron la Palma de Oro en dos ocasiones por Rosetta y El niño

| País            | Palmas de oro | Grands prix | Total |
| --------------- | ------------- | ----------- | ----- |
| Estados Unidos  | 13            | 9           | 22    |
| Francia         | 7             | 6           | 13    |
| Italia          | 5             | 7           | 12    |
| Reino Unido     | 4             | 6           | 10    |
| Japón           | 5             | 1           | 6     |
| Turquía         | 2             | 2           | 4     |
| Suecia          | 2             | 2           | 4     |
| España          | 2             | 1           | 3     |
| Dinamarca       | 2             | 1           | 3     |
| México          | 2             | 1           | 3     |
| Alemania        | 2             |             | 2     |
| Austria         | 2             |             | 2     |
| Bélgica         | 2             |             | 2     |
| Polonia         | 2             |             | 2     |
| Unión Soviética | 1             | 1           | 2     |
| Yugoslavia      | 2             |             | 2     |
| Brasil          | 1             | 1           | 2     |
| Corea del Sur   | 1             | 1           | 2     |
| Argelia         | 1             |             | 1     |
| China           | 1             |             | 1     |
| Grecia          | 1             |             | 1     |
| India           |               | 1           | 1     |
| Irán            | 1             |             | 1     |
| Nueva Zelanda   | 1             |             | 1     |
| Rumania         | 1             |             | 1     |
| Suiza           |               | 1           | 1     |
| Checoslovaquia  |               | 1           | 1     |
| Tailandia       | 1             |             | 1     |